# Kłopotliwy towar
Kłopotliwy towar (tyt. oryg. Spivs) – brytyjska komedia kryminalna z 2004 roku, w reżyserii Colina Teaguea.
Tytułowe określenie spivs oznacza w slangu londyńskiego East Endu drobnych złodziejaszków i handlarzy, działających na czarnym rynku. Trzech spivs (Jack, Steve i Goat) współpracuje z podejrzanym osobnikiem o imieniu Villa, co przynosi im nieoczekiwane kłopoty. W ciężarówce, która miała być wypełniona atrakcyjnym towarem znajdują się nielegalni uchodźcy szmuglowani do Wielkiej Brytanii. Większość uchodźców ucieka, pozostaje tylko dwoje małych dzieci albańskich (10-letni chłopiec i jego młodsza siostra), którymi spivs muszą się zająć.

## Obsada
| Postać            | Aktor/Aktorka        |
| ----------------- | -------------------- |
| Jenny             | Kate Ashfield        |
| Jack              | Ken Stott            |
| Steve             | Nick Moran           |
| Goat              | Dominic Monaghan     |
| Nigel             | Jack Dee             |
| Villa             | Tamer Hassan         |
| ciotka Vee        | Linda Bassett        |
| wujek Frank       | Louis Dempsey        |
| Omar              | Roshan Seth          |
| Sonia             | Nadia Ward           |
| O'Brien           | Paul Kaye            |
| Japończyk         | Chooye Bay           |
| Sekretarka Nigela | Elizabeth Berrington |